# Marco Onorati
Marco Onorati (Roma, 28 marzo 1964) è un allenatore di calcio ed ex calciatore italiano, di ruolo portiere, preparatore dei portieri del Modica.

## Carriera
Ha esordito in Serie A nel 1983-1984 con il Catania.
Ha iniziato nel Bettini Quadraro di Roma e giocato molti anni anche con il Prato, l'A.S. Messina, l'Atletico Catania e l'Acireale, squadra con cui ha chiuso la carriera e ha iniziato ad allenare i portieri.
Dal 2005 è stato il preparatore dei portieri del Catania.
Il 5 giugno 2012 lascia il Catania e diventa il nuovo preparatore dei Portieri del Genoa, dove rimane per una stagione.
Nel 2015 è stato il preparatore dei portieri del Martina Franca.
Dal 2024 è nuovamente preparatore dei portieri dell'Enna.